# Дубровский, Богдан Минич
Богдан Минич (Нежданович) Дубровский (р. ок.1590, ум. 1662) — российский государственный деятель, думный дворянин (1643).

## Биография
Из новгородского дворянского рода. Сын Неждана Мины Александровича Дубровского (р. ок. 1565, ум. до 1610), помещика Бурежского погоста (1585/86).
Грамотой польского короля Сигизмунда по случаю избрания сына его Владислава на Московский престол от 15 августа 1610 г. получил подтверждение «на отчины и поместья его: на поместье, в отчину ему даное село Болонье», деревни Лушино, Девкино, Семерицы, Каплуново, Горлово (всего 100 ч.), на старое поместье п. Сергееву и Нефедкову (всего 190 четей).
20 декабря 1610 г. вместе с братом Тихоном пожалован королём Сигизмундом: «в Шелонской пятине селцом Подгощем с деревнями, сельцом Скорыни с деревнями».
В 1628 г. получил от царя Михаила Фёдоровича село Заболотье с деревнями и пустошами.
В 1632/33 г. — второй осадный воевода у Сретенских ворот.
Дворянин московский (1627). Стольник (1636). С 4 апреля 1643 г. казначей и думный дворянин.
В 1639 году вместе с дьяком Алферием Кузовлевым ездил в Молдову, чтобы допросить самозванца, выдававшего себя за сына Василия Шуйского, и добился его выдворения в Польшу.
В 1646 году вместе с шацким воеводой Григорием Гавриловичем Пушкиным отправлен в Швецию для переговоров («во вторых послах»). Они должны были получить у королевы Христины ратификационную грамоту на Столбовский договор и вручить королеве такую же царскую грамоту. Также ставилась задача вести переговоры по текущим вопросам взаимоотношений, в том числе по вопросам торговли новгородских и псковских купцов на территории Швеции. Переговоры в Стокгольме проходили с 22 мая по 30 июня 1646 г.; со шведской стороны в них участвовали Э. Гюлленшерна и Г. Оксеншерна
В 1658/59 г. оставил пост казначея (или по возрасту, или умер). У Половцева указан год смерти — 1662.
Сыновья: Яков, Алексей (с 1647 стольник), Пётр, Тимофей (с 1639 стольник).